# Залізки
Залізки (також зустрічається назва Залізьки і Желізки) — колишнє село, входило до складу Золотоніського району Черкаської області. Зникло у зв'язку із затопленням водами Кременчуцького водосховища наприкінці 1950-х років. Нині однойменну назву має архіпелаг на місці колишнього села.

## З історії
За Гетьманщини Залізки входили до складу Кропивнянської сотні Переяславського полку.
З ліквідацією сотенного устрою село (слобода) Залізки перейшло до складу Золотоніського повіту Київського намісництва.
За описом Київського намісництва 1781 року в слободі Залізки було 33 хати. За описом 1787 року в селищі проживало 107 душ. Було у володінні різного звання «казених людей» і козаків.
Селищебуло приписане до Миколаївської церкви у Липівському.
У ХІХ ст. село Залізки були у складі Золотоніського повіту Полтавської губернії.
Село є на мапі 1826-1840 років.
У 1862 році в казеному селищі Залізки було 38 дворів де жило 137 осіб (65 чоловичої та 72 жиночої статі)
На початку 1920-х років у одному з найбільших сусідніх сіл Хрести була створена сільська рада, якій також підпорядкували села: Залізки, Липівське і Кедину Гору.
Рішенням виконкому Черкаської обласної ради від 12 липня 1958 року було знято з обліку села Залізьки, Липівське, Панське й Хрести, а їхні мешканці підлягали переселенню в степові райони у зв'язку зі створенням Кременчуцького водосховища, що мало затопити ці села.
Нині на місці, де були Залізки, з води Кременчуцького водосховища виступають кілька островів річково-озерної частини, які обрисами нагадують про вулиці і межі затопленого села.

## Персоналії
У Залізках народились:
- Вовк Андрій Іванович (1952 р.н.) — український хімік, доктор хімічних наук, професор, член-кореспондент Національної академії наук України.[9]